# Kyokutenhō Masaru
Kyokutenhō Masaru (旭天鵬 勝 en japonés) (13 de septiembre de 1974 como Nyamjavyn Tsevegnyam (Нямжавын Цэвэгням en mongol), en Nalaikh, Ulán Bator, Mongolia) es un exluchador profesional de sumo. Hizo su debut en marzo de 1992 en la heya Ōshima con el primer grupo de luchadores mongoles que llegaron a este deporte. Alcanzó la categoría de makuuchi en enero de 1998 y se mantuvo en ella hasta julio del 2015. Ha recibido en siete ocasiones el premio al espíritu de lucha y ganó un título en mayo del 2012, convirtiéndose en el ganador más veterano de la historia del sumo a la edad de 37 años.
En julio del 2005 decidió nacionalizarse japonés, motivo por el cual posee doble nacionalidad, tanto la mongola como la japonesa; y debido a eso tuvo que cambiar su nombre real a Ōta Masaru (太田 勝 en japonés). Decidió nacionalizarse japonés para poder seguir vinculado al mundo del sumo luego de su retiro.
El rango más alto que pudo alcanzar fue el de sekiwake, lo logró en tres oportunidades (en agosto y noviembre de 2003, y en mayo de 2004).
En julio del 2015 anunció su retirada a la edad de 40 años, para evitar el descenso a jūryō. Luego de su retiro decidió convertirse en oyakata (entrenador) —debido a que ya estaba nacionalizado japonés—, en donde inicialmente tomó el nombre de Ōshima Masaru (大島 勝 en japonés), pero luego le fue cambiado a Tomozuna Masaru (友綱 勝 en japonés).

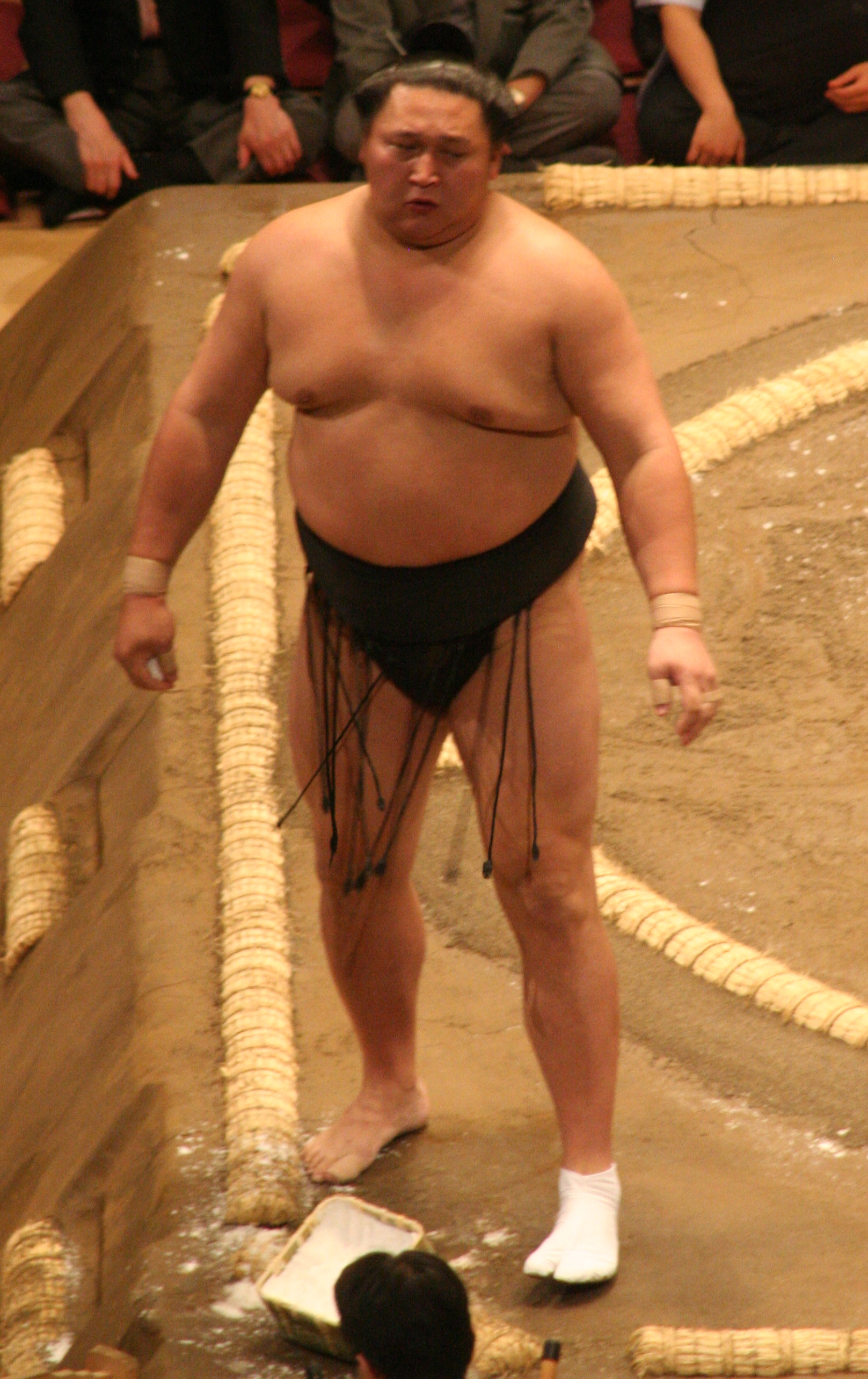
Kyokutenhō en mayo de 2009.

## Historial
| Año (Honbasho) | Hatsu Basho (enero) (ciudad de Tokio) | Haru Basho (marzo) (ciudad de Osaka) | Natsu Basho (mayo) (ciudad de Tokio) | Nagoya Basho (julio) (ciudad de Nagoya) | Aki Basho (septiembre) (ciudad de Tokio) | Kyushu Basho (noviembre) (ciudad de Fukuoka) | Victorias / Derrotas / Ausencias |
| 1992           | ─                                     | Maezumo Hatsu Dohyō 0 - 0            | Jonokuchi 47 Este 6 - 1              | Jonidan 98 Oeste 4 - 3                  | Jonidan 72 Este 0 - 0 - 7                | Jonidan 142 Este 5 - 2                       | 15 - 6 - 7                       |
| 1993           | Jonidan 86 Oeste 5 - 2                | Jonidan 44 Oeste 5 - 2               | Jonidan 8 Oeste 5 - 2                | Sandanme 71 Este 4 - 3                  | Sandanme 51 Este 6 - 1                   | Sandanme 5 Este 3 - 4                        | 28 - 14                          |
| 1994           | Sandanme 19 Oeste 5 - 2               | Makushita 53 Este 4 - 3              | Makushita 44 Este 2 - 5              | Sandanme 9 Este 5 - 2                   | Makushita 45 Este 6 - 1                  | Makushita 21 Este 4 - 3                      | 26 - 16                          |
| 1995           | Makushita 16 Oeste 3 - 4              | Makushita 24 Este 3 - 4              | Makushita 33 Este 4 - 3              | Makushita 27 Este 4 - 3                 | Makushita 19 Este 4 - 3                  | Makushita 13 Este 4 - 3                      | 22 - 20                          |
| 1996           | Makushita 9 Oeste 7 - 0               | Jūryō 13 Este 9 - 6                  | Jūryō 7 Oeste 6 - 9                  | Jūryō 12 Este 8 - 7                     | Jūryō 8 Oeste 5 - 10                     | Makushita 1 Este 4 - 3                       | 39 - 35                          |
| 1997           | Jūryō 11 Oeste 7 - 8                  | Jūryō 12 Oeste 8 - 7                 | Jūryō 9 Este 9 - 6                   | Jūryō 4 Este 8 - 7                      | Jūryō 2 Este 8 - 7                       | Jūryō 1 Oeste 9 - 6                          | 49 - 41                          |
| 1998           | Maegashira 15 Oeste 9 - 6             | Maegashira 12 Este 6 - 9             | Jūryō 1 Este 8 - 7                   | Maegashira 15 Oeste 4 - 11              | Jūryō 5 Este 8 - 7                       | Jūryō 2 Oeste 6 - 9                          | 41 - 49                          |
| 1999           | Jūryō 6 Oeste 9 - 6                   | Jūryō 1 Este 8 - 7                   | Maegashira 14 Este 9 - 6             | Maegashira 10 Oeste 7 - 8               | Maegashira 12 Este 8 - 7                 | Maegashira 8 Este 6 - 9                      | 47 - 43                          |
| 2000           | Maegashira 13 Este 11 - 4             | Maegashira 2 Oeste 4 - 11            | Maegashira 6 Este 7 - 8              | Maegashira 7 Oeste 9 - 6                | Maegashira 3 Este 4 - 11                 | Maegashira 6 Oeste 7 - 8                     | 42 - 48                          |
| 2001           | Maegashira 8 Este 10 - 5              | Maegashira 1 Este 3 - 12             | Maegashira 7 Oeste 6 - 9             | Maegashira 11 Este 8 - 7                | Maegashira 8 Este 9 - 6                  | Maegashira 5 Oeste 8 - 7                     | 44 - 46                          |
| 2002           | Komusubi 1 Este 6 - 9                 | Maegashira 2 Este 6 - 9              | Maegashira 4 Oeste 6 - 9             | Maegashira 8 Este 8 - 7                 | Maegashira 3 Este 8 - 7                  | Komusubi 1 Este 7 - 8                        | 41 - 49                          |
| 2003           | Maegashira 2 Este 8 - 7               | Maegashira 1 Este 9 - 6              | Komusubi 1 Oeste 10 - 5              | Sekiwake 1 Oeste 6 - 9                  | Maegashira 2 Este 10 - 5                 | Sekiwake 1 Oeste 4 - 11                      | 47 - 43                          |
| 2004           | Maegashira 3 Oeste 8 - 7              | Maegashira 2 Oeste 10 - 5            | Sekiwake 1 Este 6 - 9                | Maegashira 1 Este 8 - 7                 | Komusubi 1 Este 5 - 10                   | Maegashira 3 Oeste 5 - 10                    | 42 - 48                          |
| 2005           | Maegashira 6 Este 10 - 5              | Maegashira 1 Este 6 - 9              | Maegashira 3 Oeste 6 - 9             | Maegashira 5 Oeste 8 - 7                | Maegashira 3 Oeste 10 - 5                | Komusubi 1 Este 8 - 7                        | 48 - 42                          |
| 2006           | Komusubi 1 Este 4 - 11                | Maegashira 5 Este 11 - 4             | Komusubi 1 Este 5 - 10               | Maegashira 2 Oeste 6 - 9                | Maegashira 4 Oeste 6 - 9                 | Maegashira 6 Este 8 - 7                      | 40 - 50                          |
| 2007           | Maegashira 3 Este 8 - 7               | Maegashira 2 Este 4 - 11             | Maegashira 8 Este 0 - 0 - 15         | Jūryō 3 Oeste 12 - 3                    | Maegashira 12 Oeste 12 - 3               | Maegashira 4 Oeste 4 - 11                    | 40 - 35 - 15                     |
| 2008           | Maegashira 10 Oeste 10 - 5            | Maegashira 4 Oeste 8 - 7             | Maegashira 2 Este 4 - 11             | Maegashira 9 Este 10 - 5                | Maegashira 3 Este 6 - 9                  | Maegashira 6 Oeste 10 - 5                    | 48 - 42                          |
| 2009           | Maegashira 1 Oeste 9 - 6              | Komusubi 1 Oeste 6 - 9               | Maegashira 2 Oeste 8 - 7             | Komusubi 1 Este 6 - 9                   | Maegashira 2 Oeste 5 - 10                | Maegashira 6 Oeste 8 - 7                     | 42 - 48                          |
| 2010           | Maegashira 5 Oeste 8 - 7              | Maegashira 2 Este 3 - 12             | Maegashira 7 Oeste 9 - 6             | Maegashira 3 Este 7 - 8                 | Maegashira 3 Oeste 4 - 11                | Maegashira 9 Este 9 - 6                      | 40 - 50                          |
| 2011           | Maegashira 7 Este 7 - 8               | ─                                    | Maegashira 8 Este 8 - 7              | Maegashira 2 Este 2 - 13                | Maegashira 10 Oeste 11 - 4               | Maegashira 2 Oeste 4 - 11                    | 32 - 43                          |
| 2012           | Maegashira 6 Oeste 9 - 6              | Maegashira 3 Este 5 - 10             | Maegashira 7 Oeste 12 - 3            | Maegashira 1 Este 2 - 13                | Maegashira 11 Este 10 - 5                | Maegashira 6 Este 10 - 5                     | 48 - 42                          |
| 2013           | Maegashira 2 Oeste 4 - 11             | Maegashira 8 Oeste 7 - 8             | Maegashira 9 Este 9 - 6              | Maegashira 4 Este 6 - 9                 | Maegashira 6 Oeste 8 - 7                 | Maegashira 2 Este 5 - 10                     | 39 - 51                          |
| 2014           | Maegashira 5 Oeste 6 - 9              | Maegashira 8 Oeste 9 - 6             | Maegashira 3 Oeste 3 - 12            | Maegashira 12 Este 6 - 9                | Maegashira 14 Este 8 - 7                 | Maegashira 11 Oeste 10 - 5                   | 42 - 48                          |
| 2015           | Maegashira 7 Este 5 - 10              | Maegashira 11 Oeste 6 - 9            | Maegashira 14 Oeste 8 - 7            | Maegashira 11 Oeste 3 - 12              | —                                        | —                                            | 22 - 38                          |